# Linduk
Linduk is een bestuurslaag in het regentschap Serang van de provincie Banten, Indonesië. Linduk telt 4462 inwoners (volkstelling 2010).